# Ha Schult
Ha Schult, nato Hans-Jürgen Schult e conosciuto anche come HA Schult (Parchim, 24 giugno 1939), è un artista concettuale tedesco, molto conosciuto per le sue installazioni e oggetti realizzati principalmente con la spazzatura.

## Biografia
Padre del regista cinematografico Kolin Schult, ha studiato dal 1958 al 1961 presso l'Accademia di Belle Arti di Dusseldorf; fonte di ispirazione furono per lui artisti come Yves Klein, Georges Mathieu e Jackson Pollock. Dal 1967 al 1978 ha vissuto a Monaco, svolgendo diverse professioni, tra cui quella di tassista. Stabilitosi a Colonia sin dal 1990, è stato sposato per 25 anni con Elke Koska, che lavora per lui come manager. Vive e lavora con sua moglie Anna Zlotovskaya a Colonia.
Schult si definisce un Macher, parola tedesca traducibile come "colui che fa".  Pioniere dell'ambientalismo, è uno dei più ardenti sostenitori della coscienza ecologista. HA Schult ha partecipato con il proprio Biokinetische Landschaft (Paesaggio biocinetico) a Documenta 5 di Kassel nel 1972 e come artista a Documenta 6 (1977).
Nel corso delle elezioni del Bundestag (Parlamento Federale) del 2009, Schult si è impegnato apertamente per la rielezione di Angela Merkel alla carica di cancelliera.

## Opere

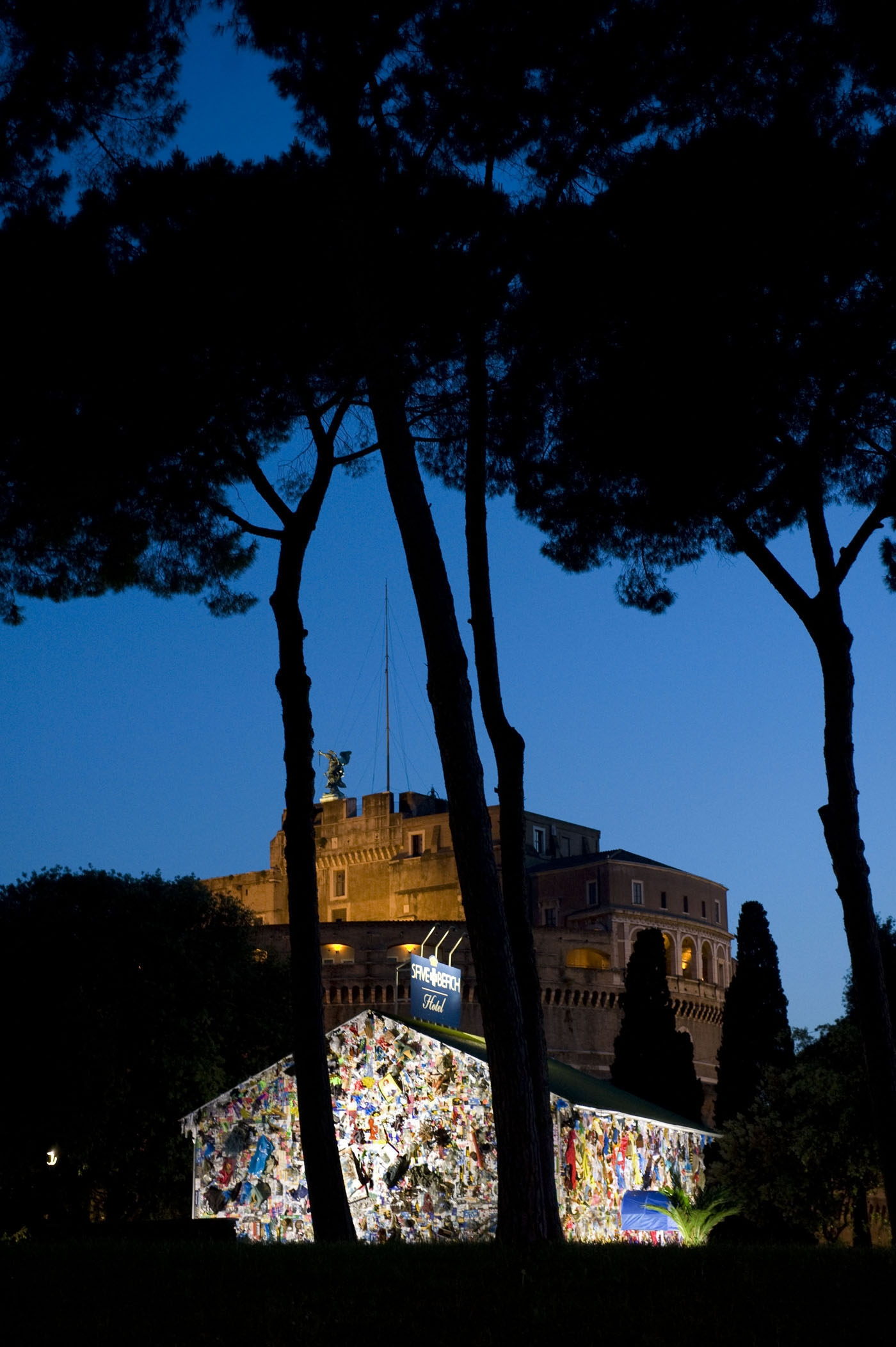
"Beach Garbage Hotel Corona" di HA Schult, Castel Sant'Angelo, Roma 2010

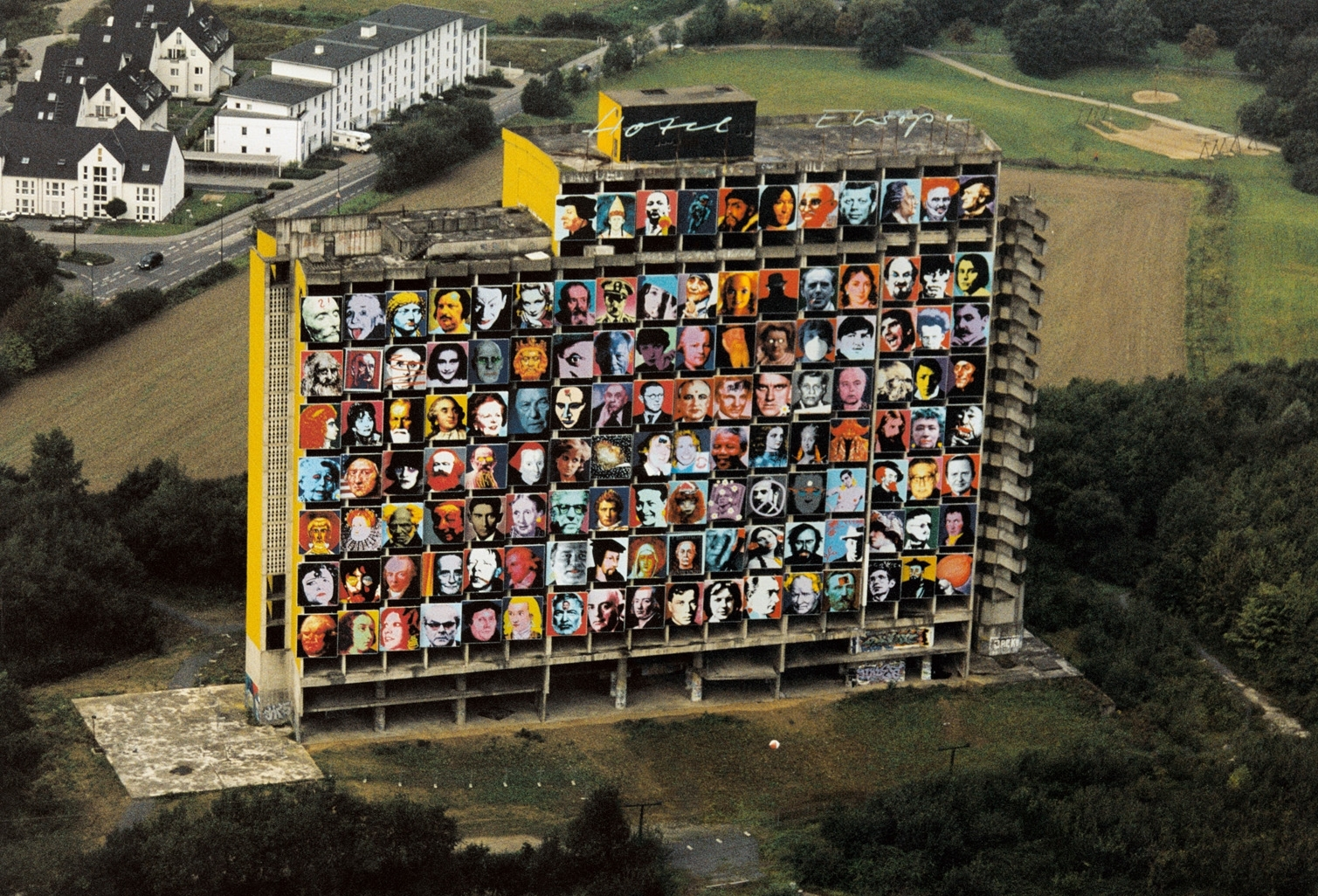
Hotel Europa HA Schult Photo by Thomas Hoepker

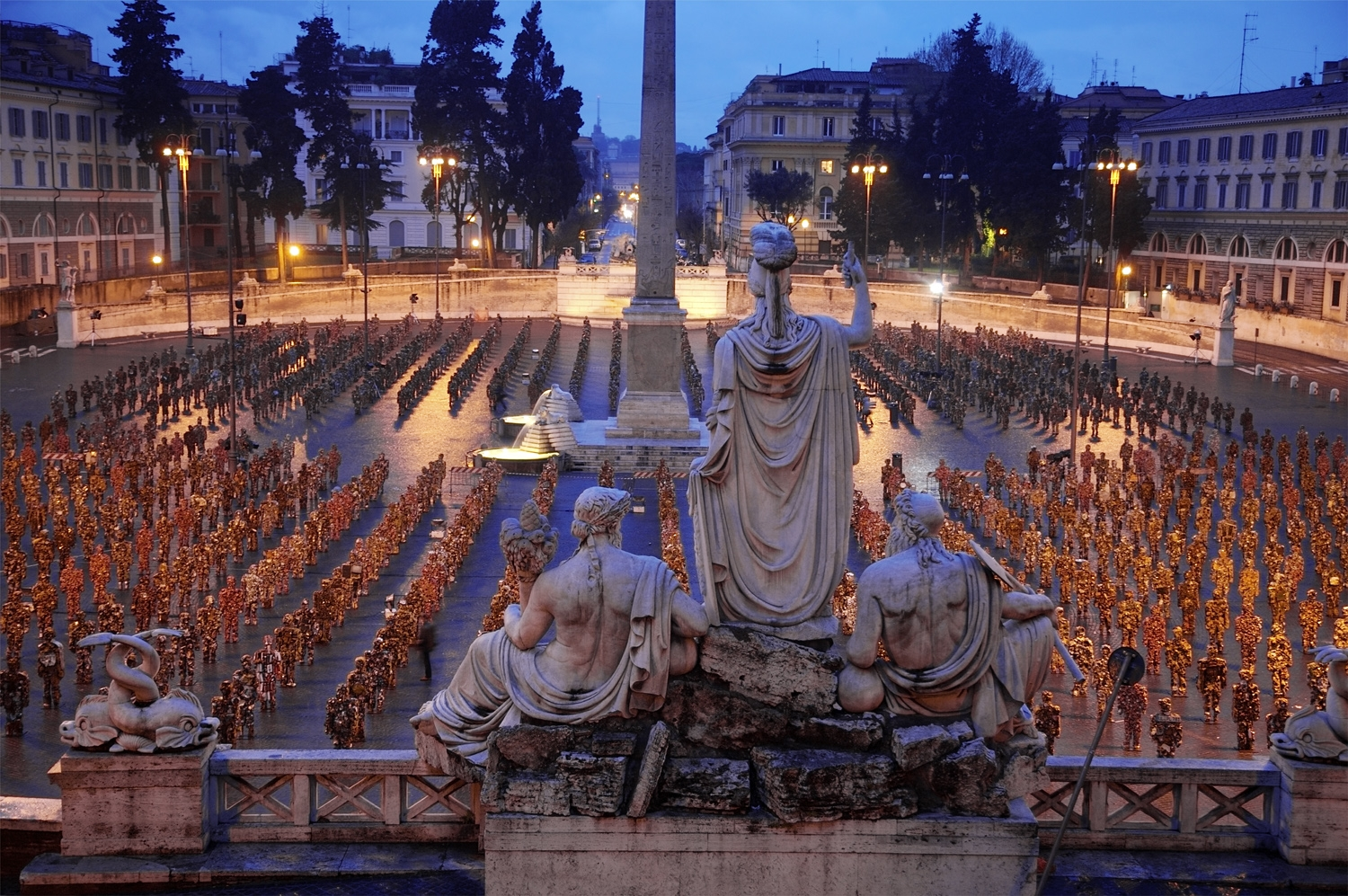
"Trash People" di HA Schult, Piazza del Popolo, Roma 2007

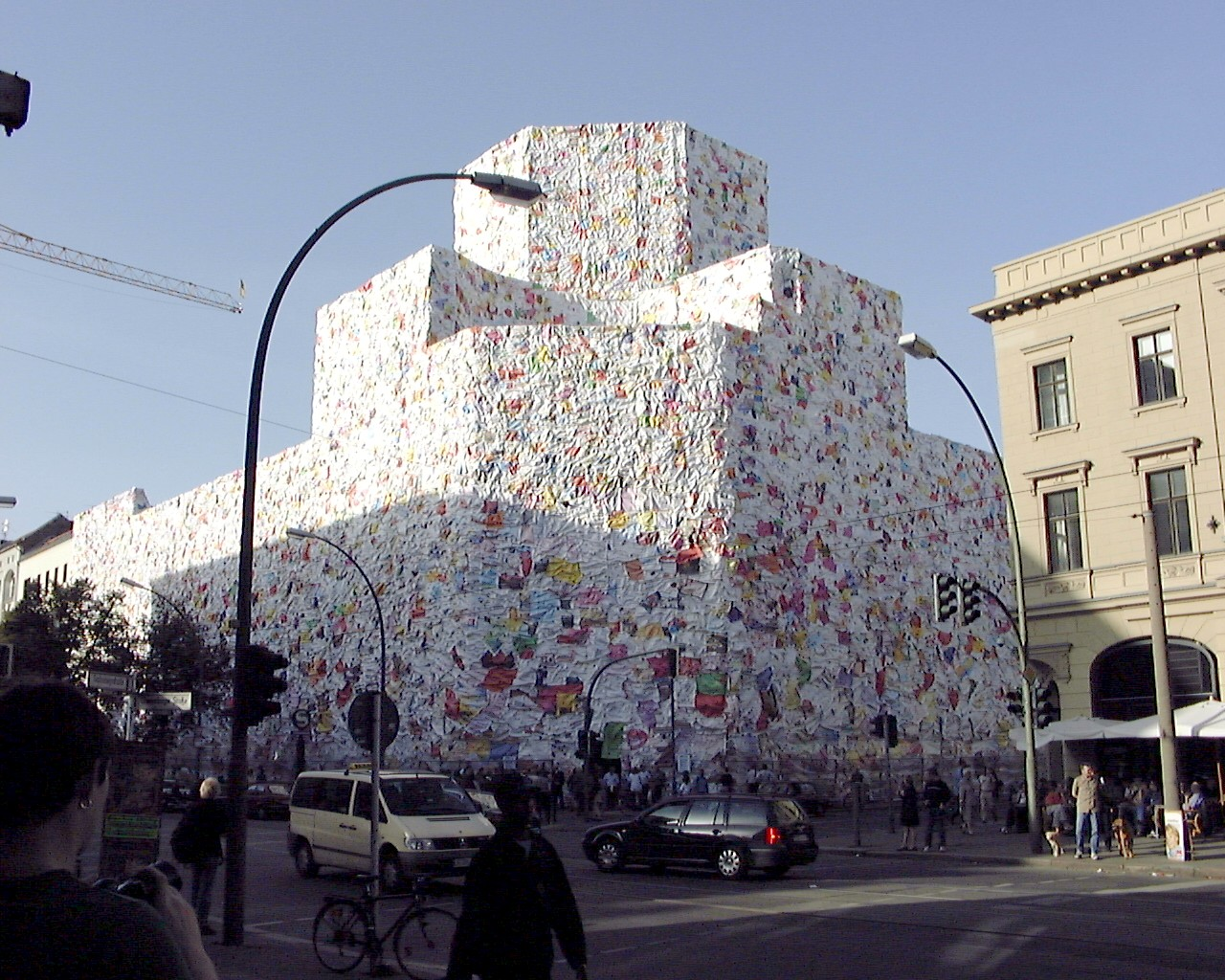
Postfuhramt Loveletters 2001 2

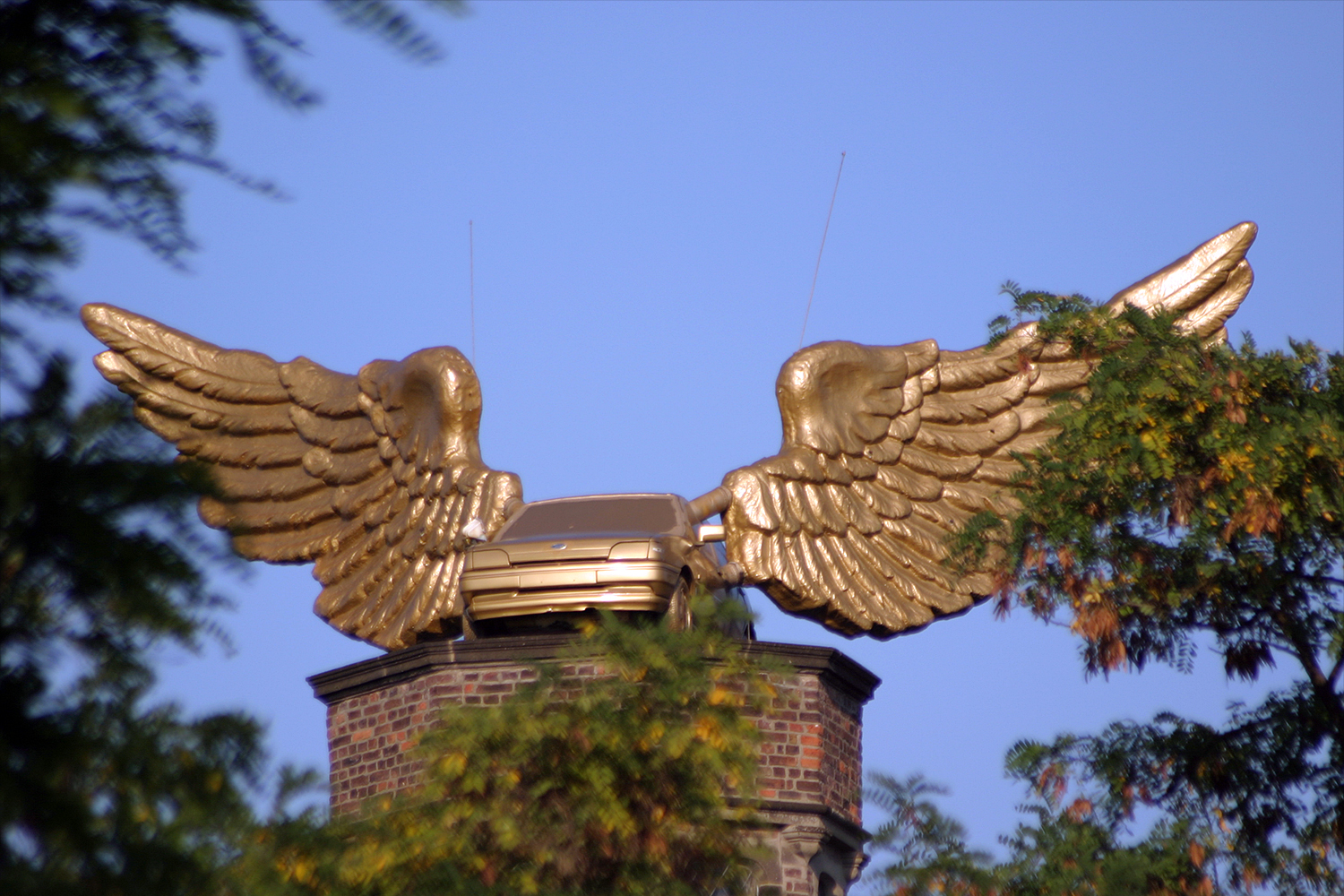
Flügelauto

La spazzatura è un materiale artistico per Schult, come la vernice per i pittori. Nel 1969, fu arrestato per aver ricoperto una strada di Monaco con rifiuti e cartacce, in realtà una sua opera chiamata Situation Schackstrasse. Agli inizi del 1970, Schult ha prodotto e installato nel Morsbroich Museum, all'interno di enormi contenitori di vetro, alcune ‘Situations’, dei paesaggi in miniatura, composti da spazzatura, giocattoli e altri oggetti, come anticipazione di una futura archeologia.
Trash People (L'esercito dei rottami): Trash People , è un vero e proprio esercito formato da migliaia di figure umane, alte 1,80 metri, composte da lattine, componenti elettronici e altri rottami compressi, simbolo per Schult, della costante distruzione umana. Iniziato. Trash People ha iniziato il suo giro del mondo nel 1996 a Xanten ed è stato esposto a Parigi e Mosca (1999) e nella Grande muraglia cinese (2001). In seguito è stato presentato al Cairo e a Giza (2002), Zermatt (2003), nel Castello di Kilkenny (2003), Gorleben (2004) e a Bruxelles nel 2005. Fino al 1º maggio del 2006, questo esercito di rottami , poteva essere ammirato nella Roncalliplatz, la piazza antistante la Cattedrale di Colonia, in seguito sono state trasferite nelle vicinanze del Ponte di Brooklyn, a Brooklyn, New York e nell'Antartide. Trash People è stato anche presentato a Piazza del Popolo a Roma. Dal 4 giugno 2007, ha colonizzato la Plaza Real di Barcellona, vicina alle Ramblas. È stato anche a Siracusa. Il valore di ogni singola figura bruciata, secondo GEW, società che fornisce gas ed elettricità, è di circa 2 euro.
Hotel Europa: le rovine dell'hotel noto come “Kaiserbau”, dell'impresa edile Franz Kaiser, lungo l'autostrada A59 di Troisdorf, sono state convertite da Schult nel 1999 nell'“Hotel Europa”. Ben 130 riproduzioni di grandi dimensioni di personaggi famosi sono state utilizzate per adornare la facciata della struttura originaria risalente agli anni Settanta. Il progetto era stato pianificato inizialmente, come installazione a lungo termine e come attrazione turistica, tuttavia, poiché non ha portato alla realizzazione delle visite previste, la municipalità di Troisdorf ha rescisso il contratto di uso con Schult dopo un anno. L'edificio è stato demolito il 13 maggio 2001. L'installazione è adesso custodita in alcuni magazzini.
Trees for Peace (Alberi della Pace): migliaia di desideri di pace sotto forma di disegni, testi scritti e foto sono stati appesi da HA Schult alle betulle nei terreni di Zeche Zollverein a Essen.
Loveletters Building (Lettere d'amore): circa 100.000 lettere d'amore, provenienti da tutta la Germania, sono state esposte in un salone del vecchio edificio delle poste (Postfuhramt) di Berlino, e l'esterno dell'edificio è stato rivestito con 5.000 esemplari ingranditi su fogli trasparenti speciali.

## Citazioni
- “La libertà concessa dalla società è grande quanto quella che concede alla sua arte”.
- “Produciamo spazzatura, nasciamo dalla spazzatura e ritorneremo spazzatura”.